# Cantó de Llemotges Cosés
El cantó de Llemotges Cosés és un cantó francès del departament de l'Alta Viena, situat al districte de Llemotges. És format per un municipi i part del de Llemotges.

## Municipis
- Cosés
- Llemotges

## Història
| Data d'elecció                           | Identitat         | Partit                    | Qualitat |
| ---------------------------------------- | ----------------- | ------------------------- | -------- |
| 1973-1979                                | M. Sertout        | PS, després divers gauche |          |
| 1979-1985                                | André Santrot     | PCF                       |          |
| 1985-1992                                | Jean Parreau      | PS                        |          |
| 1992-1998                                | Jean-Marc Gabouty | UDF                       |          |
| 1998-2004                                | Gérard Terrier    | PS                        |          |
| 2004-                                    | Jean-Marc Gabouty | UMP                       |          |
| les dades anteriors no són pas conegudes |                   |                           |          |
|                                          |                   |                           |          |

## Demografia
| 1962 | 1968 | 1975 | 1982 | 1990 | 1999 | 2006  |
| ---- | ---- | ---- | ---- | ---- | ---- | ----- |
| -    | -    | -    | -    | -    | -    | 9.957 |